# Brejnówka
Brejnówka – potok, dopływ Ponikiewki. Cała jego zlewnia znajduje się w obrębie miejscowości Ponikiew, na północno-wschodnim grzbiecie Gronia Jana Pawła II, w dolinie Brejna między dwoma jego bocznymi grzbietami. Orograficznie lewe zbocza doliny potoku Brejna tworzy grzbiet Palenicy, a prawe Pasmo Żaru ciągnące się od doliny Ponikiewki do samego Kamienia. Najwyżej położone źródło znajduje się na wysokości około 670 m. Potok spływa w północno-zachodnim kierunku i uchodzi do Ponikiewki jako jej prawy dopływ. Następuje to na wysokości 374 m.
Cała zlewnia potoku Brejnówki znajduje się w obszarze zalesionym, jedynie ujście potoku jest w zabudowanym obszarze Ponikwi. W wąskiej dolince potoku na obrzeżu lasu znajduje się osiedle domków letniskowych.